# David Crolle
David Crolle (* in Stolp, Pommern; † 19. September 1604 in Stolp) war ein lutherischer Theologe und der letzte reformatorische Superintendent in Stolp.

## Leben und Wirken
Im Jahre 1552 nahm David Crolle das Theologiestudium an der Universität Rostock auf, sechs Jahre später erwarb er den Magistergrad.
1558 wurde er zum Oberpfarrer in Gollnow ernannt. Herzog Barnim IX. persönlich berief ihn von dort zum Pfarrer in Garz.
Im Jahre 1574 erhielt David Crolle die Berufung zum Superintendenten im hinterpommerschen Stolp, wo er Nachfolger von Jakob Hogensee wurde. Die Superintendentur in Stolp war im Zuge der Reformation errichtet worden, da die Entfernung zur Superintendentur Stettin zu groß war (die Bezeichnung Generalsuperintendentur kam erst später auf). Zu den besonderen Aufgaben Crolles gehörte die Einweihung erster evangelischer Kirchenbauten, so die Gotteshäuser in Schmolsin im Jahre 1582 und in (Raths-)Damnitz zwei Jahre später.
Nach dem Tode David Crolles erlosch der Titel eines Superintendenten in Stolp bis zur preußischen Zeit. Doch behielten die Stolper Oberpfarrer noch längere Zeit das sonst nur dem Superintendenten zustehende ius ordinandi (Recht zur Ordination von Geistlichen).